# Calliophis nigrescens
Calliophis nigrescens là một loài rắn trong họ Rắn hổ. Loài này được Günther mô tả khoa học đầu tiên năm 1862.
Loài này được tìm thấy ở Ấn Độ ở Tây Ghats, Karwar, Wayanad, Nilgiris, Anamalai, và những ngọn đồi ở Travancore 4.000-6.000 feet (1.200-1.800 m).